# Разворот (манёвр)

Диаграмма разворота

Знак 3.19 «Разворот запрещён»

Разворот (англ. U-turn) — изменение направления движения на 180°, в противоположную сторону, а также место, где этот манёвр происходит. Разворот является термином в дорожном движении. В правилах дорожного движения предусмотрены места разворота и штрафы за нарушение правил. 
Знаки, разрешающие разворот:
- 6.3.1 — Место для разворота.
- 6.3.2 — Зона для разворота.
- 5.15.1 — Направление движения по полосам. Если разрешён поворот налево, то разрешён и разворот.
- 5.15.2 — Направление движения по полосе.

Знаки, запрещающие разворот:
- 3.19 — Разворот запрещён.
- 1.31 — Тоннель. Развороты запрещены в тоннелях.

## Техасский разворот

Диаграмма техасского разворота

Техасский разворот — название манёвра для разворота на параллельных дорогах. Для этого на дорогах строят мосты, позволяющие развернуться через две другие параллельные дороги. В США предусмотрены законы о техасском развороте. Техасский разворот наиболее часто встречается в Техасе, Флориде, Миссисипи, Юте, Арканзасе, Нью-Мексико, Оклахоме, Огайо, Пенсильвании, Миссури, Канзасе, Мичигане, Аризоне, Иллинойсе и городе Нью-Йорке.
В Мичигане параллельные дороги расположены вдоль автострад и контролируются сигналами.
Необычный пример техасского разворота есть в Нью-Йорке. На перекрёстке встречаются US Route 9 и NY Route 9. Они образуют развязку. В этом случае параллельные дороги похожи на пандусы с техасским разворотом. Это позволяет двигаться на NY Route 9 и в обратную сторону.
В Лондоне параллельные дороги с техасским разворотом есть под эстакадой Хаммерсмит и на развязке Hanger Lane.
В Сиднее между Тихоокеанским шоссе и дорогой А3 есть несколько техасских разворотов.

## Разворот в три приёма

Диаграмма разворота в три приёма

Разворот в три приёма — стандартный метод поворота транспортного средства на противоположное направление в ограниченном пространстве, с использованием заднего хода. Чаще всего такой тип разворота делается, когда дорога слишком узка для обычного разворота. Демонстрация этого манёвра в большинстве стран требуется во время экзамена на вождение.
Сначала включается передний ход, и машина едет ко встречной обочине. От обочины она едет задним ходом. Затем поворачивает налево. Раньше паровозы разворачивались с помощью таких же конструкций, которые в разговорной речи назывались «рыбка».
В английском языке «разворот» звучит как U-turn, так как путь, который проехало транспортное средство во время разворота, похож на букву U. Разворот в три приёма в английском языке будет Y-turn, К-turn или broken U-turn, так как он похож на две этих буквы. Broken означает «сломанный». Однако, «разворот в три приёма» является официальным названием этого манёвра в большинстве стран. В Великобритании и Ирландии его официальное название — «поворот на дороге с использованием передних и задних передач».